# Čedca
Čedca je slap, ki se preliva po steni Makekove Kočne pri Jezerskem in je bil v preteklosti najvišji slap v Sloveniji. Danes je vpisan v register naravne dediščine pod zaporedno številko 561.
Potok, ki tvori slap, se napaja z vodo staljenega snega izpod krnic Jezerske Kočne in Velikega kupa. Slap ni močno vodnat, kar je posledica majhnega vodozbirnega zaledja. Slap je do skalnega podora spomladi 2008 s svojimi 130 m višine veljal za najvišjega v Sloveniji, kot najvišjega pa so ga določili/prepoznali šele leta 1983. Do takrat je veljalo, da je najvišji slap v Sloveniji slap Boka, ki pa je visok le 106 metrov. Zaradi taljenja snega ima Čedca največ vode običajno od konca aprila do začetka junija, konec poletja pa lahko občasno tudi presahne.
Spomladi 2008 je zaradi obilnih padavin v maju in juniju ter taljenja snega vznožje stene zasul ogromen kup podornega materiala. Čedca je tako povsem spremenila svojo podobo. Zdaj je slap visok komaj 30 m, predvidevajo pa, da bo počasi spet postajal višji, če ne bo prišlo do novih podorov.
Voda pod slapom ponikne v melišču in pride na plano kot Mlinaršica.

## Podatki o slapu pred letom 2008
- Skupna višina: 130 metrov
- Navišja posamezna stopnja: 130 metrov
- Stopenj: 1
- Najmočnejši pretok: april-junij
- Lega (GPS WGS 84): 46°22'19" severno, 14°31'30"  vzhodno